# Trdnjava Copacabana
Trdnjava Copacabana (portugalsko Forte de Copacabana, IPA: [ˈfɔʁtʃi dʒi ˌkɔpakaˈbɐnɐ]) je vojaško oporišče na južnem koncu plaže, ki opredeljuje okrožje Copacabana v Riu de Janeiru v Braziliji. Baza je odprta za javnost in vsebuje Museu Histórico do Exército (Zgodovinski muzej vojske) in obalno obrambno utrdbo, ki je dejanska trdnjava Copacabana.

## Zgodovina
Trdnjava je zgrajena na rtu, ki je prvotno vseboval majhno kapelo z repliko Virgen de Copacabana, zavetnice Bolivije. Leta 1908 je brazilska vojska začela graditi sodobno obalno obrambno utrdbo na rtu, da bi zaščitila plažo Copacabana in vhod v pristanišče Rio de Janeiro. Trdnjava, dokončana leta 1914, je sestavljena iz dveh oklepnih kupol, ena ima par 305 mm Kruppovih topov, druga pa par 190 mm Kruppovih topov.
Ime kupole s 305 mm topovi je Duque de Caxias, topovi pa se imenujejo Barroso in Osório. Ta kupola je za in nad tisto od 190 mm topov, tako da lahko strelja nad njimi. 305 mm topovi Krupp so lahko izstrelili granate s približno 445 kg na razdaljo do 23 km. Ime kupole s topovi kalibra 190 mm je André Vidal. Ti topovi so lahko streljali od 200 m do 18,2 km.
Trdnjava ima tudi dve majhni izvlečni krili na bokih, od katerih je vsaka držala 75 mm hitrostrelni top s prečnim kotom 180° in dosegom 7 km. Za razliko od velikih Kruppovih topov teh 75 mm topov ni več na mestu. Severno krilo se imenuje Antônio João, južno krilo pa Ricardo Franco.
5. julija 1922 je bila trdnjava središče 18. upora v trdnjavi Copacabana. To je bil prvi upor tenentističnega gibanja v okviru brazilske stare republike. Uporniški častniki so topove iz utrdbe usmerili proti Riu de Janeiru. Za zatiranje upora je vlada pripeljala bojni ladji São Paulo in Minas Geraes. 6. julija je São Paulo bombardiral trdnjavo, izstrelil pet salv in prejel vsaj dva zadetka; trdnjava se je predala pol ure pozneje. Minas Geraes ni streljala.
Brazilija je leta 1987 razpustila svojo obalno obrambno topniško vejo. Takrat je vojska deaktivirala utrdbo, vsaj kar zadeva njeno vlogo obalne topniške postaje. Razen kupole v utrdbi na otoku San Paolo zunaj pristanišča Taranto, kupole trdnjave Copacabana, skupaj z drugimi kupolami v bližnji trdnjavi Lage (trdnjava Laje: 2 × 240 mm, 2 × 150 mm in 2 × 2 × 75 mm) in trdnjava Imbui (trdnjava D. Pedro II do Imbuí: 2 × 280 mm L/40 in 2 × 2 × 75 mm L/25 Krupp topovi), sta edini preostali težki trdnjavi kupoli Kruppovega oblikovanja na svetu.

## Ogled trdnjave
Ure muzeja so od 10. do 18. ure, trdnjava pa od 10. do 20. ure, od torka do nedelje in ob praznikih. Na vhodu v bazo stoji stražar v uniformi, kakršna je veljala ob odprtju utrdbe leta 1914.

## Muzej in artilerijski park
Muzej ima več eksponatov, ki se osredotočajo na različna obdobja in dogodke v zgodovini brazilske vojske. Sodelovanje brazilskih ekspedicijskih sil v italijanski kampanji v drugi svetovni vojni je obravnavano le omejeno, sodelovanje Brazilije v prvi svetovni vojni pa ni deležno nobene obravnave.
Zunaj muzeja je več topniških kosov iz poznega 19. in zgodnjega 20. stoletja. En terenski kos je na primer 5-cevni hitrostrelni top, pri čemer ima vsaka cev 37 mm. Brazilija je ta vrtljivi top Hotchkiss kupila leta 1876. Drug terenski kos je britanska 6-palčna (152,4 mm) puška Vickers-Armstrong Mark XIX, izdelana leta 1918. Brazilija je ta kos kupila leta 1940 za uporabo v obalni obrambi. Obstajajo tudi tri 75 mm gorske puške Schneider M1919.

## Poletne olimpijske igre 2016
Za poletne olimpijske igre 2016 je trdnjava gostila cestno kolesarsko dirko (start in cilj), plavalni maraton in triatlon.

## Galerija
- 5-cevni vrtljivi top Hotchkiss
- 6-palčna puška Vickers-Armstrong Mark XIX na ogled v trdnjavi Copacabani
- Kupola z dvema 190 mm topovoma
- Kupola z dvema topovoma kalibra 30,5 mm